# Møntvaskeri
Et møntvaskeri et et sted hvor man kan få vasket og tørret sit tøj for en sum penge. Bliver ofte brugt af folk, som ikke har mulighed, for at vaske deres tøj hjemme.
Vascomat var en stor dansk kæde af møntvaskerier.
Møntvaskerier er fortsat populære i København. Nogle caféer har taget brug af et "Møntvask-motiv", fx "The Laundromat Café", som ligger på Østerbro.